# Вал д'Орча
Вал д'Орча (итал. Val d'Orcia) или Валдорча, подручје је у Тоскани у средњој Италији које се протеже иод планина јужно од Сијене до вулканске планине Амијата.
Долина Орче се одликује нежним и пажљиво култивисаним брдима која су повремено усечена, сликовитим насељима и селима као што је Пијенца (која је у 15. веку обновљена као идеални ренесансни град папе Пија II. Радикофани (родно место злогласног изгнаника из 13. века, Ђина ди Таца) и Монталчино (дом престижног италијанског вина, Брунело ди Монталчино). То је крајолик који је постао славан по многим уметничким приказима, од ренесансних слика сијенске школе до модерних пејзажних фотографија.
Вал д'Орча је уврштена на УНЕСКО-в списак Светске баштине у Европи 2003. године као ”изниман пример крајолика преобликованог у ренесанси како би одражавао идеале добре управе  естетских вредности“. Крајолик Вал д'Орче прославили су ренесансни сликари узимајући га за пример крајолика у којем људи живе складно с природом, и тако су утицали на развој пејзажног сликарства и хортикултуре.

## Галерија
- Пијенца
- Сан Квирико д'Орча
- Монталчино
- Виводорча
- Средњовековни Кастело дела Мађоне на римском путу Via Francigena